# Округ Нортамберланд (Пенсилванија)
Нортамберланд (енгл. Northumberland County) је округ у америчкој савезној држави Пенсилванија.

## Демографија
По попису из 2010. године број становника је 94.528, што је 28 (0,0%) становника мање него 2000. године.
| Група             | 2000.          | 2010.          |
| Белци             | 91.314 (96,6%) | 89.166 (94,3%) |
| Афроамериканци    | 1.439 (1,5%)   | 1.921 (2,0%)   |
| Азијати           | 211 (0,2%)     | 332 (0,4%)     |
| Хиспаноамериканци | 1.041 (1,1%)   | 2.253 (2,4%)   |
| Укупно            | 94.556         | 94.528         |